# ایوان چاپلا
ایوان چاپلا (انگلیسی: Iván Chapela؛ زادهٔ ۲۱ مهٔ ۱۹۹۹) بازیکن فوتبال است، او در پست وینگر چپ برای اتحادیه‌گرایان سالامانکا به صورت قرضی از باشگاه فوتبال کادیس بازی می‌کند.
وی همچنین در تیم ملی فوتبال زیر ۱۷ سال اسپانیا بازی کرده‌است.